# 宮城県道44号角田山元線

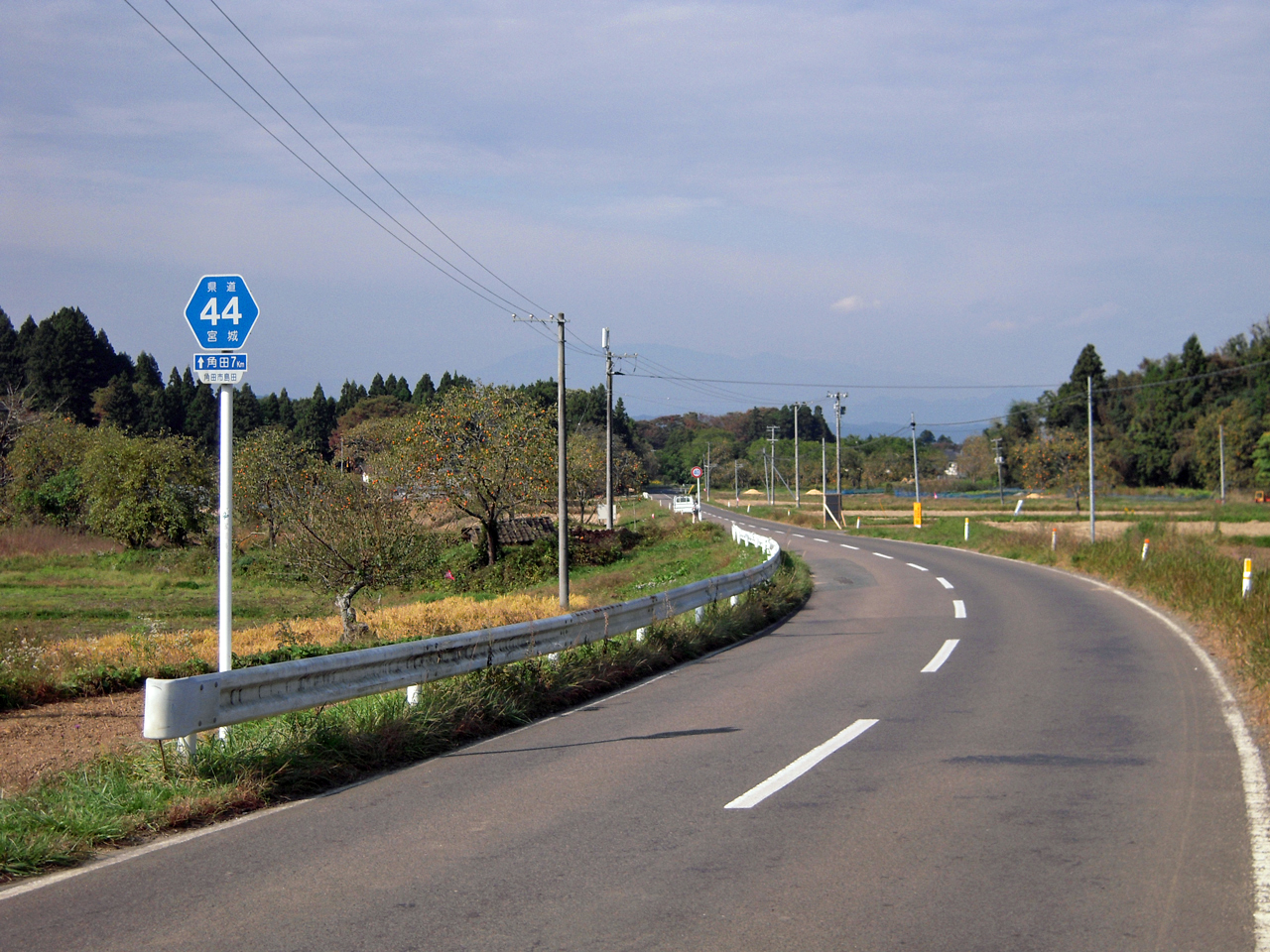
角田市島田付近（2008年10月）

宮城県道44号角田山元線（みやぎけんどう44ごう かくだやまもとせん）は、宮城県角田市から宮城県亘理郡山元町に至る県道（主要地方道）である。

## 概要
角田市中心部で国道113号（国道349号と重複している）から分岐、阿武隈川を渡り小斎峠（標高160 m）を越えて亘理郡山元町に至る。
1983年（昭和58年）1月11日付でそれまでの県道角田山下線、県道小斎峠角田線および県道丸森山元線を再編する形で路線認定された。角田市、亘理郡山元町および伊具郡丸森町の境である小斎峠には通行規制時に道路を封鎖するためのゲートがある。
2019年3月29日付で、主要地方道相馬亘理線の改築に合わせて角田山元線の終点を相馬亘理線まで延伸する目的で、宮城県道120号坂元停車場線を統合する形で道路区域決定された。
なお、坂元停車場線は国道6号線と常磐線坂元駅を連絡する路線であったが、駅は東日本大震災の津波の直撃を受け壊滅したことから、当駅を含む駒ヶ嶺 - 浜吉田間の常磐線は内陸に線路を移設した。その際、常磐線旧線跡は復興道路として建設された県道38号相馬亘理線の用地となったため、旧坂元停車場線を組み込んだ本路線は国道6号と県道相馬亘理線を連絡する役割を新たに持つこととなった。

### 路線データ
- 実延長：14703.6m[4]
- 起点：宮城県角田市角田中島下（角田警察署前交差点）
- 終点：宮城県亘理郡山元町坂元（主要地方道相馬亘理線交点）

## 歴史
- 1982年（昭和57年）4月1日 - 県道角田山下線の一部、丸森柴田線の一部、小斉峠角田線の一部及び丸森山元線の一部が、「角田山元線」として建設省（現・国土交通省）から初めて主要地方道の指定を受ける。[5]
- 1983年（昭和58年）1月11日 - 宮城県が主要地方道65号として「角田山元線」を路線認定[6]。同時に一般県道4号丸森山元線[注釈 1]、8号角田山下線[注釈 2]、9号小斉峠角田線[注釈 1]を路線廃止[7]。
- 1993年（平成5年）
  - 5月11日 - 建設省から、県道角田山元線が角田山元線として主要地方道に指定される[8]。
  - 10月19日 - 県道番号が決定[9]され、従前の主要地方道65号から、県道44号に変更される。（12月1日より施行）
- 2017年（平成29年）4月1日 - 山元南スマートインターチェンジ開通により、常磐自動車道と接続する。[10]
- 2019年（平成31年）3月29日 - 同日付で廃止された県道120号坂元停車場線の区域を引き継ぐ形で終点から海側に延伸[1]。

## 路線状況

### 重複区間
- 宮城県道245号角田大内線（角田市島田 - 亘理郡山元町小斎峠 約？km）
- 宮城県道28号丸森柴田線（角田市尾山 - 角田市島田 約1.494 km）
- 宮城県道272号角田山下線（角田市角田 - 角田市枝野 1.617km）

### 道路施設
- 角田橋（阿武隈川、角田市角田 - 枝野）：橋長573.0m[11]

### 交通量[12]
令和３年度・12時間交通量
- 角田市角田字中島下 - 13,540台
- 角田市島田字河原 - 1,018台

## 地理

### 通過する自治体
- 角田市
- 亘理郡山元町

### 交差する道路
- 国道113号（国道349号重複）（角田市角田・起点）
- 宮城県道272号角田山下線（角田市枝野）重複区間にて
- 宮城県道245号角田大内線（角田市枝野 - 山元町坂元）起点と重複区間にて
- 宮城県道28号丸森柴田線（角田市島田/尾山 - 島田）重複区間にて
- E6常磐自動車道（山元南スマートIC）
- 国道6号（山元町坂元 山元町坂元交差点）
- 福島県道・宮城県道38号相馬亘理線（山元町坂元・終点）

### 沿線の施設など
- 角田警察署（角田市角田）
- 角田市陸上競技場（角田市枝野）
- 角田市立枝野小学校（角田市島田）
- 小斎峠（角田市 - 山元町）
- 山元町立坂元小学校（山元町坂元）
- JR常磐線　坂元駅（山元町坂元）
- やまもと夢いちごの郷（山元町坂元）